# Pricus
Pricus este un personaj din legenda semnului zodiacal Capricorn, legendă din mitologia greacă. Acesta era tatăl unei specii de capre marine, jumătate capre, jumătate pește. Acestora le placea să își petreacă timpul pe țărmul mării. Erau niște ființe onorabile și inteligente admirate de zei. Pricus era nemuritor. El era creat de zeul Cronos (Saturn) , împărtășindu-le puterea de a controla timpul.